# La Tigra (Chaco)
La Tigra es una localidad y municipio de la provincia del Chaco, Argentina, ubicado en el departamento O'Higgins.

## Historia
Los primeros habitantes fueron los indígenas Pueblo toba en su mayoría aunque otras etnias chaqueñas también frecuentaban la zona.
Para 1895 llegaron colonos de origen eslavo, destacándose los checos, ucranianos, rusos, búlgaros, y un polaco de apellido Warzssinsky. En menor medida también se encontraban españoles. El primer cine-teatro fue de don Blayo Iván. El primer club social fue la cancha de bochas propiedad de la Cooperativa La Unión. Al este de la localidad a unos dos kilómetros está ubicada una comunidad aborigen de la etnia mocoví, que también formó parte del crecimiento de esta localidad.

## Acceso
La principal vía de comunicación es la ruta Nacional 95, que la une con asfalto al norte con Presidencia Roque Sáenz Peña, y al sur con La Clotilde, San Bernardo y Villa Ángela.

## Toponimia
Tigre es un nombre utilizado en ocasiones para denominar al yaguareté, el mayor depredador local.

## Producción agropecuaria
El 50% de los suelos de aptitud agrícola están en la producción de cultivos anuales. El resto son suelos de aptitud mixta dedicados a la producción agrícola-ganadera o forestal. 
Los suelos de aptitud estrictamente ganadera se utilizan en ganadería extensiva y en forestal. Entre los cultivos se destacan el algodón, la soja, el girasol y el trigo.

## Personalidades
- Sergio Víctor Palma (1956-2021), boxeador campeón mundial pluma.[1]

## Cultura
Teatro: Cuenta con un centro teatral con actividad permanente, el Centro Cultural 10 de Noviembre, donde se realiza el encuentro nacional e internacional de monólogos que tiene como finalidad estimular, promover y difundir los trabajos unipersonales de los teatristas.
Cine: El film La Tigra, Chaco, de Federico Godfrid y Juan Sasiaín / Inocencia interrumpida, premiada en el 23.er Encuentro Internacional de Cine de Mar del Plata. Obtuvo el Premio Carlos Carella a la mejor actuación femenina Guadalupe Docampo y el Premio Fripesci (Federación de prensa cinematográfica internacional) a la mejor película argentina en competencia.

## Población
Cuenta con 2,866 habitantes (Indec, 2010), lo que representa un incremento del 13% frente a los 2,544 habitantes (Indec, 2001) del censo anterior. En el municipio el total ascendía a los 4,505 habitantes (Indec, 2001).
| Gráfica de evolución demográfica de La Tigra entre 1991 y 2010 |
|                                                                |
| Fuente: Censos nacionales del INDEC                            |